# 香港二手交易平台
香港二手交易平台 (英語：Hong Kong Second Hand Exchange) 是香港特別行政區政府環境局環境保護署轄下的一個二手網上交易平台，旨在減少廢物、鼓勵循環再用及廢物回收。

2023年9月4日，香港環境保護署宣佈，香港二手物品交易平台將於2023年12月15日開始停止運作。

## 外部連結
- 香港二手交易平台（页面存档备份，存于）
- 香港環境保護署（页面存档备份，存于）
- 香港減廢網站（页面存档备份，存于）